# Grand Prix Cycliste de Québec 2011
2. edycja wyścigu kolarskiego Grand Prix Cycliste de Québec odbyła się w dniu 9 września 2011 roku i liczyła 201,6 km. Start i meta wyścigu znajdowała się w Québec. Wyścig ten figuruje w rankingu światowym UCI World Tour 2011.
Zwyciężył po raz pierwszy w tym wyścigu Belg Philippe Gilbert z grupy Omega Pharma-Lotto, dla którego było to piąte zwycięstwo w tym roku w zawodach UCI World Tour 2011. Drugi był Holender Robert Gesink, a trzeci Kolumbijczyk Rigoberto Urán.
Na starcie pojawiło się dwóch polskich kolarzy - Maciej Paterski (zajął 63. miejsce) i Sylwester Szmyd, który nie ukończył wyścigu (obaj z Liquigas-Cannondale.

## Uczestnicy
Na starcie wyścigu stanęły 22 ekipy. Wśród nich znalazło się osiemnaście ekip UCI World Tour 2011 oraz cztery inne zaproszone przez organizatorów. 
Lista drużyn uczestniczących w wyścigu:
| Numery  | Kod | Drużyna            |
| ------- | --- | ------------------ |
| 1-8     | OLO | Omega Pharma-Lotto |
| 11-18   | SKY | Procycling Sky     |
| 21-28   | RAB | Rabobank           |
| 31-38   | GRM | Garmin-Cervelo     |
| 41-48   | EUS | Euskaltel-Euskadi  |
| 51-58   | LEO | Team Leopard-Trek  |
| 61-68   | BMC | BMC Racing Team    |
| 71-78   | THR | HTC - Highroad     |
| 81-88   | LAM | Lampre ISD         |
| 91-98   | SBS | Saxo Bank Sungard  |
| 101-108 | RSH | Team RadioShack    |

| Numery  | Kod | Drużyna                 |
| ------- | --- | ----------------------- |
| 111-118 | LIQ | Liquigas-Cannondale     |
| 121-128 | KAT | Team Katusha            |
| 131-138 | AST | Pro Team Astana         |
| 141-148 | MOV | Team Movistar           |
| 151-158 | QST | Quick Step Cycling Team |
| 161-168 | ALM | AG2R-La Mondiale        |
| 171-178 | VCD | Vacansoleil-DCM         |
| 181-188 | EUR | Europcar                |
| 191-198 | FDJ | FDJ                     |
| 201-208 | COF | Cofidis                 |
| 211-218 | CSM | SpiderTech-C10          |

## Klasyfikacja generalna
| M-ce | Imię i nazwisko  | Kraj              | Drużyna             | Czas       |
| ---- | ---------------- | ----------------- | ------------------- | ---------- |
| 1.   | Philippe Gilbert | Belgia            | Omega Pharma-Lotto  | 5h 03' 08" |
| 2    | Robert Gesink    | Holandia          | Rabobank            | + 0"       |
| 3    | Rigoberto Urán   | Kolumbia          | Team Sky            | + 9"       |
| 4    | Fabian Wegmann   | Niemcy            | Leopard Trek        | + 14"      |
| 5    | Levi Leipheimer  | Stany Zjednoczone | Team RadioShack     | + 15"      |
| 6    | Björn Leukemans  | Belgia            | Vacansoleil-DCM     | + 23"      |
| 7    | Simone Ponzi     | Włochy            | Liquigas-Cannondale | + 23"      |
| 8    | Marco Marcato    | Włochy            | Vacansoleil-DCM     | + 25"      |
| 9    | Gerald Ciolek    | Niemcy            | Quick Step          | + 30"      |
| 10   | Simon Clarke     | Australia         | Pro Team Astana     | + 47"      |